# کوان یول (بازیگر)
کوان سه-این (کره‌ای: 권세인؛ زادهٔ ۲۹ ژوئن ۱۹۸۲) بازیگر اهل کره جنوبی است که بیشتر با نام هنری کوان یول (انگلیسی: Kwon Yul) شناخته می‌شود. او حرفهٔ بازیگری خود را به عنوان بازیگر نقش اصلی در سیتکام دبیرستانی به نام Mackerel Run آغاز کرد. کوان یول بیشتر به خاطر ایفای نقش در درام روزانهٔ انتقام فرشته (۲۰۱۴)، فیلم درام تاریخی بلاک‌باستر دریاسالار: امواج خروشان، درام کمدی رمانتیک بیا بخوریم ۲ (۲۰۱۵) و قهرمان (۲۰۱۸) شناخته می‌شود.